# RWD-2
RWD-2 – polski samolot turystyczno-sportowy, skonstruowany przez zespół konstrukcyjny RWD na przełomie 1928 i 1929 roku.

## Historia
RWD-2 został skonstruowany jako rozwinięcie RWD-1 przez Stanisława Rogalskiego, Stanisława Wigurę i Jerzego Drzewieckiego. Prace konstrukcyjne rozpoczęły się jesienią 1928 roku, zakończono je na początku 1929 roku. Samolot charakteryzował się starannym opracowaniem aerodynamicznym, co doprowadziło do rezygnacji z bezpośredniej widzialności do przodu. Dlatego też zyskał przydomek „ślepa mysz”. Zasadnicza różnica w stosunku do RWD-1 dotyczyła napędu – w miejsce zawodnego i niewyrównoważonego w pracy dwucylindrowego silnika Scorpion, powodującego drgania konstrukcji, zastosowano cięższy, ale w miarę niezawodny i bardzo równo pracujący dziewięciocylindrowy silnik Salmson. Zastosowano też sztywniejszy kadłub i solidniejsze koła podwozia. Zmiany te wiązały się z przyrostem masy o około 60 kg.

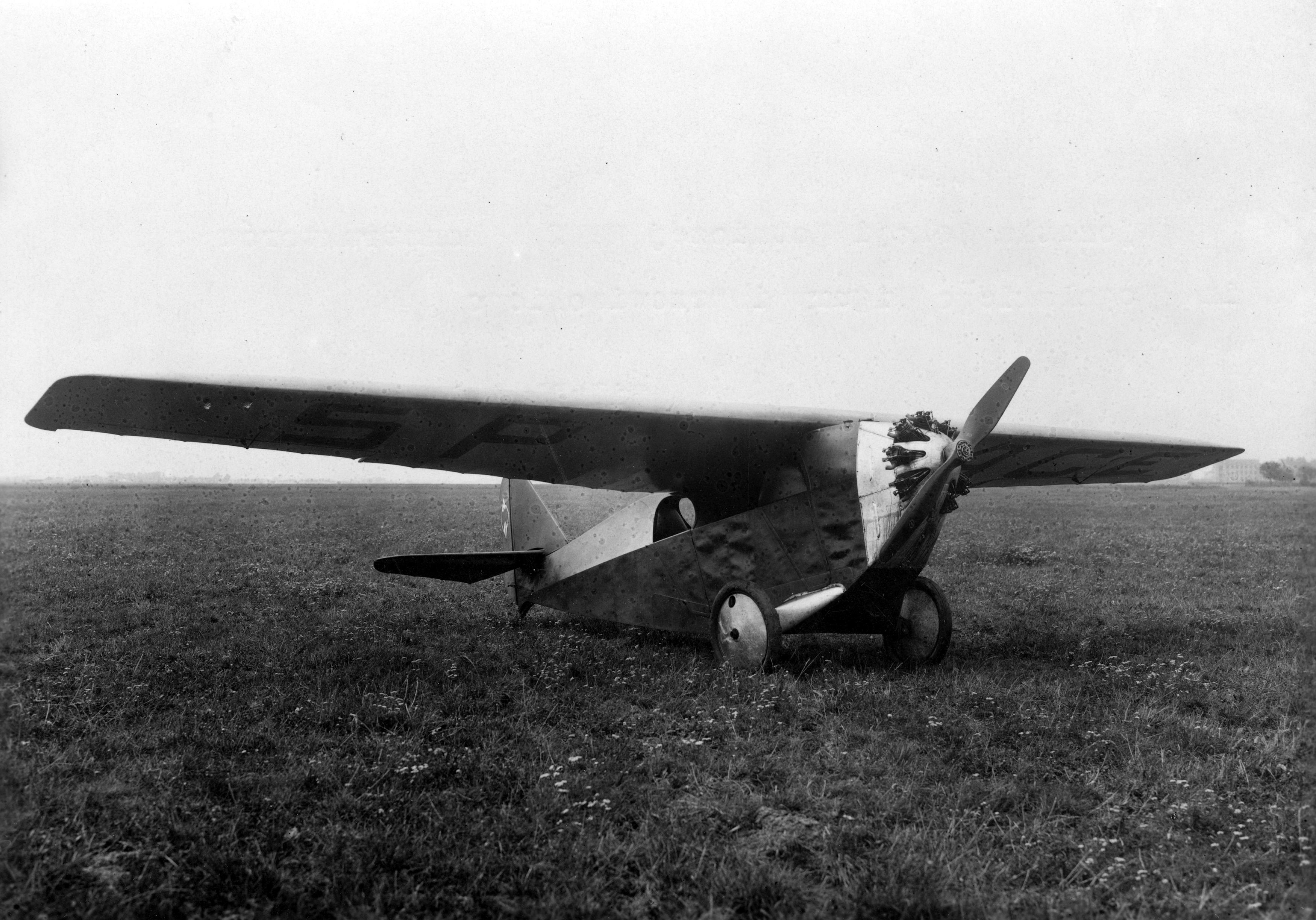
Prototyp samolotu, październik 1929 roku

Samolot był zbudowany w Warsztatach Sekcji Lotniczej Koła Mechaników Studentów Politechniki Warszawskiej. Pierwszy prototyp, o znakach rejestracyjnych SP-ACE, został oblatany przez Jerzego Drzewieckiego w lipcu 1929 roku. Następnie prototyp odbył wieloetapowy lot na trasie około 1200 km dookoła Polski pilotowany przez Franciszka Żwirko i Stanisława Wigurę w lipcu 1929 roku. Następnie w sierpniu i wrześniu 1929 roku ta sama załoga odbyła lot na trasie Warszawa – Paryż – Barcelona – Warszawa (5000 km w ciągu 42 godzin lotu). Był to pierwszy tak daleki rajd samolotu turystycznego polskiej konstrukcji i produkcji. Jesienią 1929 roku RWD-2 zajął I miejsce w Locie Południowo-Zachodniej Polski. 16 października 1929 roku Franciszek Żwirko wraz z Antonim Kocjanem ustanowili pierwszy polski międzynarodowy rekord lotniczy w wysokości lotu w klasie samolotów o masie własnej do 280 kg z wynikiem 4004 m.
W 1930 roku wybudowano trzy kolejne egzemplarze (SP-ADJ, -ADG, -ADH). Brały one udział w zawodach Challenge 1930. W próbie zużycia paliwa RWD-2 zajął pierwsze miejsce z wynikiem 5,2 kg/100 km. Stanisław Płonczyński w klasyfikacji generalnej uzyskał 19. miejsce, Edward Więckowski zdobył 21. lokatę.
W marcu 1930 roku Franciszek Żwirko na RWD-2 wziął z powodzeniem udział w zimowym locie do Estonii na trasie Warszawa — Wilno – Ryga — Tallinn i z powrotem, a we wrześniu 1930 roku zwyciężył w Locie Południowo-Zachodniej Polski. We wrześniu 1930 roku cztery RWD-2 pilotowane przez por. Henryka Skrzypińskiego, Stanisława Rogalskiego, Jerzego Drzewieckiego i Stanisława Tondysa zajęły cztery pierwsze miejsca w III Krajowym Konkursie Awionetek w II kategorii samolotów. W 1932 roku por. Robert Hirszbandt wykonał przelot samolotem RWD-2 z Warszawy do Londynu, było to pierwsze zarejestrowane użycie zaprojektowanego w Polsce samolotu do celów służbowych.
RWD-2 były pierwszymi w pełni udanymi, polskimi samolotami sportowymi produkowanymi seryjnie. Były one kupowane przez aerokluby i ostatecznie wycofane w 1935 roku.

## Opis konstrukcji

Silnik Salmson 9 AD eksponowany w MLP w Krakowie

Dwumiejscowy (układ tandemowy) samolot sportowy w układzie wolnonośnego górnopłata konstrukcji drewnianej. Kadłub o przekroju prostokątnym, zwężający się na górze. Na prawej burcie drzwi do kabin, obie kabiny wyposażone w sterownice. Skrzydło niedzielone o obrysie trapezowym, jednodźwigarowe z dźwigarkiem pomocniczym. Do dźwigara kryte sklejką, dalej płótnem. Usterzenie klasyczne, krzyżowe, wolnonośne. Silnik gwiazdowy, 9-cylindrowy Salmson 9Ad o mocy 40 KM napędzający dwułopatowe śmigło ciągnące o stałym skoku. Zbiornik paliwa i zbiornik oleju (10 litrów) za silnikiem w kadłubie. Podwozie samolotu trójpunktowe, mocowane do kadłuba na krótkich wysięgnikach amortyzowane sznurem gumowym z płozą ogonową.